# Masanobu Izumi
Masanobu Izumi (* 8. duben 1944) je bývalý japonský fotbalista.

## Klubová kariéra
Hrával za Toyota Motors.

## Reprezentační kariéra
Masanobu Izumi odehrál za japonský národní tým v roce 1965 celkem 1 reprezentační utkání.

## Statistiky
| Japonsko | Japonsko | Japonsko |
| Roky     | Záp.     | Góly     |
| -------- | -------- | -------- |
| 1965     | 1        | 0        |
| Celkem   | 1        | 0        |